# Xenopus tropicalis
Xenopus tropicalis là một ếch thuộc họ Pipidae, tiếng Anh thường gọi là Tropical clawed frog hoặc  Silurana tropicalis. Đây là loài duy nhất thuộc chi Xenopus to have a diploid genome. Hệ gen của nó đã được sắp xếp theo trình tự, làm cho nó một ý nghĩa mô hình sinh vật di truyền bổ sung các loài có liên quan Xenopus laevis, một mô hình động vật có xương sống được sử dụng rộng rãi cho kinh học phát triển. X. tropicalis cũng có một số ưu điểm hơn X. laevis trong nghiên cứ, như thời gian thế hệ ngắn hớn (<5 tháng, kích cỡ nhỏ hơn (4–6 cm chiều dài cơ thể), và số trứng mỗi lứa nhiều hơn.
Loài này có ở Bénin, Burkina Faso, Cameroon, Bờ Biển Ngà, Guinea Xích Đạo, Gambia, Ghana, Guinea, Guinea-Bissau, Liberia, Nigeria, Senegal, Sierra Leone, Togo, và có thể cả Mali.
Môi trường sống tự nhiên của chúng là rừng ẩm vùng đất thấp nhiệt đới hoặc cận nhiệt đới, xavan ẩm, sông ngòi, sông có nước theo mùa, đầm nước, hồ nước ngọt, hồ nước ngọt có nước theo mùa, đầm nước ngọt, đầm nước ngọt có nước theo mùa, vườn nông thôn, rừng trước đây suy thoái nghiêm trọng, khu vực trữ nước, ao, ao nuôi trồng thủy sản, và kênh đào và mương rãnh.

## Hình ảnh

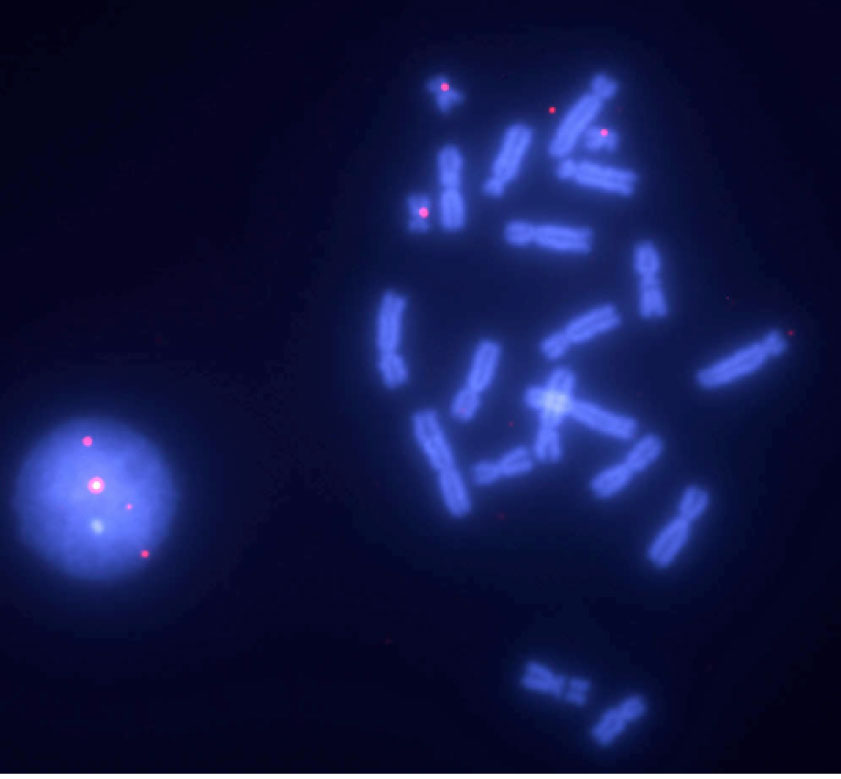
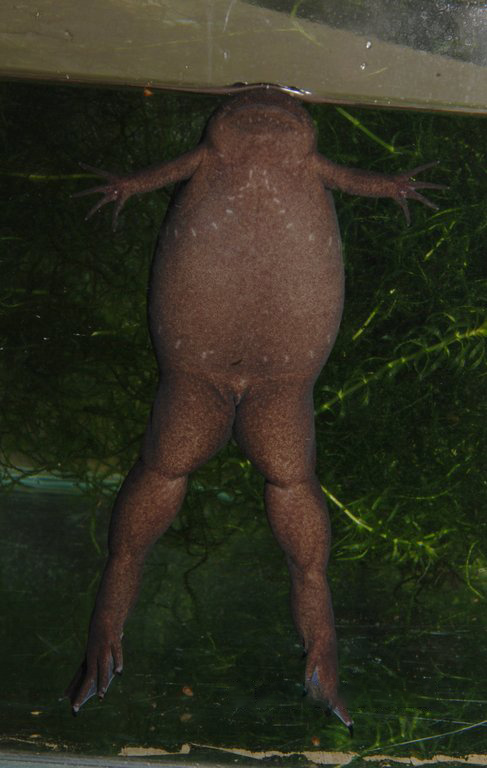
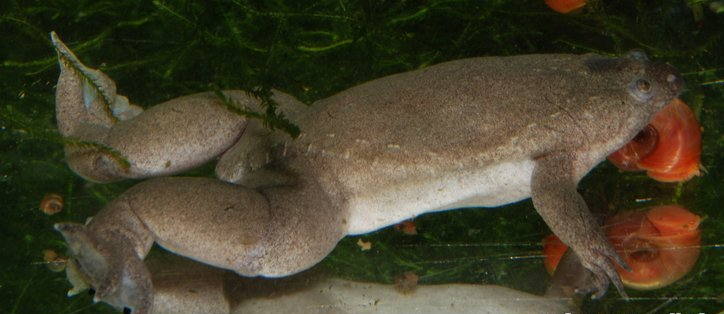
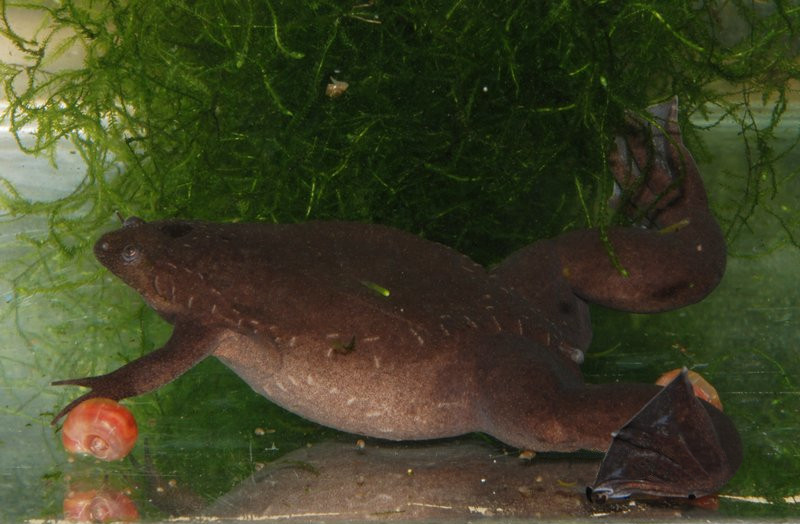